# Deftones
Deftones je američki rock sastav iz Sacramenta, Kalifornija.

## Povijest sastava
Sastav je osnovan 1988. godine. Nakon što su snimili demosnimku, te dvije godine nastupali na koncertima od San Francisca do Los Angelesa, izdavačka kuća Maverick Records im nudi ugovor.
Svoj debitantski studijski album Adrenaline objavljuju 3. listopada 1995., s kojeg su objavili singlove "7 Words" i "Bored". Album se 21 tjedan nalazio na top listi Billboard Heatseekers, na kojoj je stigao do 23. pozicije. Idući album, Around the Fur objavljuju 26. listopada 1997. Za pjesmu "Headup" surađivali su s pjevačem sastava Soulfly i Cavalera Conspiracy, Maxom Cavalerom. Treći studijski album White Pony objavljuju 20. lipnja 2000. Na snimanju ovog albuma, kao stalan član im se pridružio Frank Delgado. Na albumu su gostovali James Keenan iz sastava Tool, te Rodleen Getsic. Idući album, nazvan jednostavno Deftones, objavljuju 20. svibnja 2003. Peti album Saturday Night Wrist su objavili 31. listopada 2006. Na njemu su surađivali s Annie Hardy iz dua Giant Drag na pjesmi "Pink Cellphone", te sa Serjom Tankianom iz System of a Downa na pjesmi "Mein".
2008. godine basist Cheng stradao je u prometnoj nesreći te je od tada u komi. Ostali članovi benda su album "Diamond Eyes" snimili bez njega sa Sergiom Vegom kao zamjenom. Nakon uspjeha dotičnog albuma, krajem 2012. godine u istoj postavi objavljuju i album "Koi No Yokan". U travnju iduće godine u svom domu umire bivši basist Chi Cheng.

## Diskografija
- 1995. - Adrenaline
- 1997. - Around the Fur
- 2000. - White Pony
- 2003. - Deftones
- 2006. - Saturday Night Wrist
- 2010. - Diamond Eyes
- 2012. - Koi No Yokan
- 2016. - Gore
- 2020. - Ohms
- 2025. - Private Music

## Članovi sastava
- Chino Moreno - vokal, gitara
- Stephen Carpenter - gitara
- Chi Cheng - bas-gitara
- Frank Delgado - klavijature
- Abe Cunningham - bubnjevi, udaraljke
- Sergio Vega - bas-gitara na albumima Diamond Eyes i Koi No Yokan

## Vanjske poveznice
- Službena stranica